# Mom Keo
Mom Keo hay Mom Kaeo (? - 1633), danh xưng hoàng gia là Samdach Brhat-Anya Chao Manikya Kaeva Raja Sri Sadhana Kanayudha, là vua thứ 25 của Vương quốc Lan Xang, trị vì từ năm 1627 đến khi mất năm 1633 
Mom Keo là con trai thứ hai của Vua Voravongsa II, kế vị anh trai là vua Photisarath II chết năm 1627. Triều đại Mom Keo có nhiều cuộc tranh chấp và quý tộc nổi loạn trong cuộc chiến giành ngai vàng.
Vua Mom Keo mất năm 1633. Ông có hai con trai.
- Chao Fa Dharma, kế vị cha, là vua Tone Kham (Upanyuvarath II) trị vì năm 1633 - 1637.
- Chao Fa Vijaya, kế vị anh, là vua Visai trị vì năm 1637 - 1638.